# دیکسن (تنسی)
دیکسن(به انگلیسی: Dickson) شهری در ایالت تنسی کشور ایالات متحده آمریکا است که جمعیت آن در سرشماری سال ۲۰۱۰ میلادی، ۱۴٬۵۳۸ نفر بوده‌است.